# Kostanjevica
Kostanjevica – wieś w Słowenii, w gminie Šentrupert. W 2018 roku liczyła 42 mieszkańców.